# 諏訪直性
諏訪 直性（すわ じきしょう）は、鎌倉時代末期の武士。北条氏得宗家被官である御内人。同一人物とされる諏訪宗経（すわ むねつね）についても本項にて取り上げる。

## 人物・生涯

### 地位について
｢諏訪直性｣なる人物は『太平記』に正慶2年/元弘3年（1333年）の鎌倉幕府滅亡（東勝寺合戦）時の自害者の一人として掲載されているほか、『公衡公記』（西園寺公衡の日記）にも正和4年（1315年）3月8日の鎌倉大火で被害に遭った政権の要人の一人として確認することができる。得宗宛披露状の宛名人となっていることや、得宗家公文所奉書で同じく得宗被官の長崎氏に次いで奉者第二位を務めていること、また法名に｢性｣の字を持つことが諏訪盛経（法名は真性）と共通しており、直性は盛経の直系卑属、或いはこれに準じた後継者と考えられている。

### 系譜について
諏訪直性の系図上での位置、すなわち直性の実名（諱）については、細川重男による考証がある。細川の見解としては、『系図纂要』等の｢諏訪系図｣には、盛経の子として諏訪宗経ほか数名が掲載されているが、宗経に関しては比較的信憑性が高いとされる『尊卑分脉』にも記されているので実在した人物と判断し、その名乗りが幕府執権・得宗家当主の北条時宗と父・盛経よりそれぞれ一字を受けているものとみられることから、宗経が盛経の嫡子、すなわち後継者としての地位を認められた存在であったとされ、従って同じく盛経の後継者であったとされる直性（前述参照）と同一人物とみなしている。加えて、妻が北条貞時娘の乳母を勤めていることから、宗経は貞時のほぼ同世代人であり、更に『太平記』の記事中で摂津親鑑を｢若者｣、直性自身を｢年老｣と称している場面が見られるため、直性を宗経の子とするよりは、宗経と同世代人、或いは同一人物とみなす方が妥当との見解も示している。直性は左衛門、左衛門入道と、『系図纂要』によれば宗経は三郎、信乃守（信濃守）を称したとされている。
ちなみに、細川はその後の研究で直性の実名を諏訪宗秀（むねひで）と訂正しているが、『武家年代記裏書』や『尊卑分脉』・『系図纂要』・『寛政重修諸家譜』等の｢諏訪系図｣と、前述の｢宗経｣の名が複数箇所に見られるのは無視できないであろうから、特に誤りでなければ宗経と直性の間に名乗っていた諱とみるべきである。
尚、宗経（直性）の息子については、『系図纂要』では頼重（初め盛隆）・弘重・盛時・盛世が掲載されているのに対し、細川が示した見解によれば、新左衛門尉某と盛高（通称：三郎）が挙げられている。

### 主な活動
時宗とは烏帽子親子関係を結び、また貞時の娘の乳母夫でもあったという縁故から鎌倉幕府内における影響力も高かった。正安元年（1299年）に侍所の職員、翌2年（1300年）には越訴奉行に任じられるほか、公文所奉行人、鶴岡八幡宮別当も歴任し幕府の枢機に参画する。徳治2年5月4日（1307年6月4日）、円覚寺での北条時宗忌日斎会では八番衆筆頭を務める。元亨3年10月26日（1323年11月25日）、9代執権北条貞時の十三回忌法要の折には、銭百貫と徳行品を調進している。正慶2年/元弘3年（1333年）、他の北条一門や被官と共に幕府の滅亡に殉じた。